# William Henry Pope
William Henry Pope (ur. 29 maja 1825, zm. 7 października 1879) – kanadyjski polityk konserwatywny drugiej połowy XIX wieku związany z prowincją Wyspa Księcia Edwarda. Był uczestnikiem konferencji w Charlottetown i Quebecu. Zaliczany jest do grona Ojców Konfederacji, której był gorącym zwolennikiem.
Pope urodzony na wyspie, pochodził z jednej z najbardziej prominentnych rodzin wyspiarskich, tak ze strony ojca, jak i matki z domu Colledge. Ukończył szkołę w rodzinnym kraju, a następnie studiował prawo w Anglii. W 1847 zaczął praktykować prawo, jednocześnie zajmując się prawem ziemskim i obrotem nieruchomościami. Począwszy od 1850 zaczął się udzielać w partii konserwatywnej, a w 1859 był już znanym politykiem. Jednocześnie zaczął się udzielać jako publicysta wydając pismo The Islander. W swych przekonaniach dotyczących najistotniejszego problemu wyspy – tzw. „nieobecnych posiadaczy” (zobacz Historia Wyspy Księcia Edwarda) stał na stanowisku poszanowania praw właścicieli. Brał także udział w kryzysie 1859, jaki narósł w wyniku napięcia pomiędzy społecznościami protestanckimi i katolickimi na wyspie. Pope prowadził działania w celu zażegnania sporów, tak aby kwestie wyznaniowe nie podzieliły zwolenników partii konserwatywnej. Ostatecznie mediacje nie doprowadziły do pojednania i podobnie jak w innych częściach Kanady katolicy w swej większości skłonili się w stronę liberałów, podczas gdy protestanci popierali konserwatystów.
Pope był jednym z nielicznych polityków z Wyspy popierających Konfederację. Jego postawa kosztowała go utratę wpływów w partii i zmusiła do chwilowego wycofania się z polityki. Pozostając w tym czasie poza oficjalną polityką poświęcił się sprawie propagowania konfederacji w swym piśmie. Gdy w pięć lat później Wyspa została ostatecznie przyłączona do Kanady na warunkach wynegocjowanych przez Jamesa Pope, brata Williama, powrócił do życia politycznego obejmując stanowisko sędziego naczelnego Wyspy Księcia Edwarda, przechodząc do historii jako znakomity sędzia i reformator kodeksów.
U schyłku życia rozpoczął pracę nad historia wyspy, którą przerwała mu śmierć w 1879.